# Kieselbronn
Kieselbronn ist eine Gemeinde im Enzkreis in Baden-Württemberg, rund sieben Kilometer vom Oberzentrum Pforzheim entfernt. Zur Gemeinde Kieselbronn gehören außer dem gleichnamigen Dorf keine weiteren Ortschaften.

## Geographie

### Geographische Lage
Kieselbronn liegt auf der Bauschlotter Platte nördlich von Pforzheim.

### Nachbargemeinden
Pforzheim, Ispringen, Neulingen, Ölbronn-Dürrn, Mühlacker-Enzberg, Niefern-Öschelbronn

### Historische Geographie
Im Gemeindegebiet liegt die 1376 erstmals erwähnte und nach 1400 wüst gefallene Ortschaft Igelsbach. Ebenso deutet der Flurname Hochstetterfeld auf eine abgegangene Siedlung hin.

## Geschichte
Ungefähr im ersten Jahrhundert n. Chr. erfolgte die Gründung eines römischen Hofguts im Gewann Schlössle. Kieselbronn wurde am 6. Januar 1100 erstmals urkundlich erwähnt, als Bischof Johannes I. von Speyer das Dorf dem Kloster Sinsheim schenkte. Während der Zeit der Stammesherzogtümer gehörte der Ort zum Herzogtum Franken. In den folgenden Jahrhunderten wechselten die Herrschaften mehrmals. 1504 kam ein Teil des Ortes an das Herzogtum Württemberg, der andere Teil unterstand Ritterfamilien als Lehensnehmer der Grafen von Löwenstein, darunter seit 1563 die Herren von Hirschhorn und nach dem Dreißigjährigen Krieg die Göler von Ravensburg. Im Rahmen diverser Kriege, so unter anderem nach der Schlacht von Ötisheim 1692, erfuhr die Gemeinde mehrmalige Zerstörungen sowie Plünderungen. Von 1806 bis 1810 gehörte ganz Kieselbronn zum Oberamt Maulbronn im Königreich Württemberg. Durch den Grenzvertrag von 1810 gelangte Kieselbronn zum Großherzogtum Baden. Seit dem 25. Juni 1939 war die Gemeinde dem Landkreis Pforzheim zugeordnet. 1945 wurde der Ort Teil der Amerikanischen Besatzungszone und gehörte somit zum neu gegründeten Land Württemberg-Baden, das 1952 im jetzigen Bundesland Baden-Württemberg aufging. 1973 erfolgte die Kreisreform in Baden-Württemberg, bei der Kieselbronn zum Enzkreis kam.

## Religionen

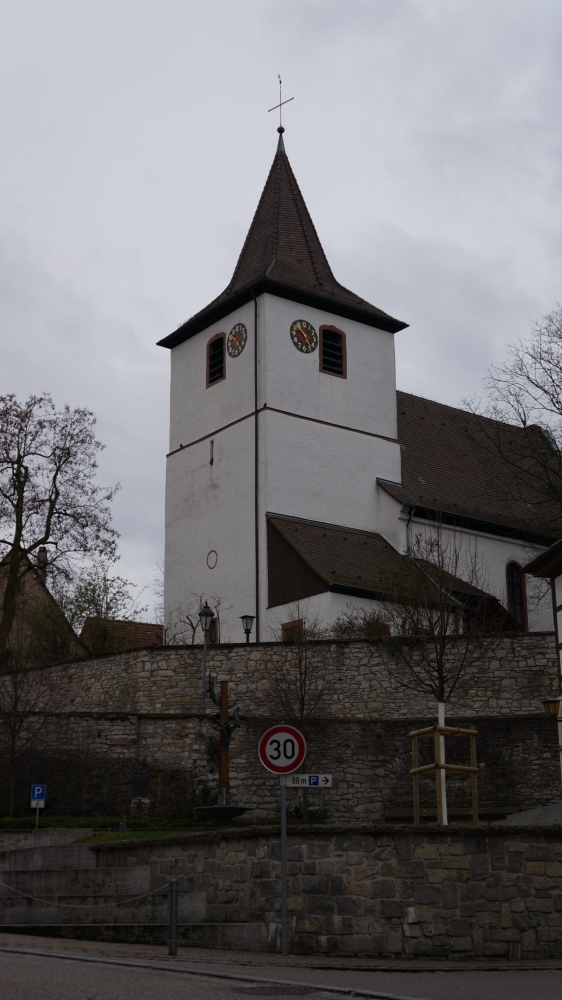
Stephanuskirche Kieselbronn

Im Kieselbronner Ortskern liegt die evangelische Stephanuskirche, welche Ende des 13. Jahrhunderts errichtet und zwischen dem 14. und 15. Jahrhundert mit diversen Wandmalereien geschmückt wurde. Gegenwärtig amtiert Markus Mall als Pfarrer der Stephanuskirche.

## Politik

### Gemeinderat
Der Gemeinderat in Kieselbronn besteht aus den 12 gewählten ehrenamtlichen Gemeinderäten und dem Bürgermeister als Vorsitzendem. Der Bürgermeister ist im Gemeinderat stimmberechtigt.
Die Kommunalwahl am 9. Juni 2024 führte zu folgendem Ergebnis.
| Parteien und Wählergemeinschaften | Parteien und Wählergemeinschaften           | % 2024  | Sitze 2024 | % 2019  | Sitze 2019 | Kommunalwahl 2024 %403020100 30,25 %23,85 %24,39 %21,51 % BVKCDUSPDKULGewinne und Verlusteim Vergleich zu 2019 %p 8 6 4 2 0 −2 −4 −6 −8+0,70 %p+6,97 %p−6,12 %p−1,55 %pBVKCDUSPDKUL |
| BVK                               | Bürgervereinigung Kieselbronn               | 30,25   | 4          | 29,55   | 3          | Kommunalwahl 2024 %403020100 30,25 %23,85 %24,39 %21,51 % BVKCDUSPDKULGewinne und Verlusteim Vergleich zu 2019 %p 8 6 4 2 0 −2 −4 −6 −8+0,70 %p+6,97 %p−6,12 %p−1,55 %pBVKCDUSPDKUL |
| SPD                               | Sozialdemokratische Partei Deutschlands     | 24,39   | 3          | 30,51   | 4          | Kommunalwahl 2024 %403020100 30,25 %23,85 %24,39 %21,51 % BVKCDUSPDKULGewinne und Verlusteim Vergleich zu 2019 %p 8 6 4 2 0 −2 −4 −6 −8+0,70 %p+6,97 %p−6,12 %p−1,55 %pBVKCDUSPDKUL |
| CDU                               | Christlich Demokratische Union Deutschlands | 23,85   | 3          | 16,88   | 2          | Kommunalwahl 2024 %403020100 30,25 %23,85 %24,39 %21,51 % BVKCDUSPDKULGewinne und Verlusteim Vergleich zu 2019 %p 8 6 4 2 0 −2 −4 −6 −8+0,70 %p+6,97 %p−6,12 %p−1,55 %pBVKCDUSPDKUL |
| KUL                               | Kieselbronner Umweltliste                   | 21,51   | 2          | 23,06   | 3          | Kommunalwahl 2024 %403020100 30,25 %23,85 %24,39 %21,51 % BVKCDUSPDKULGewinne und Verlusteim Vergleich zu 2019 %p 8 6 4 2 0 −2 −4 −6 −8+0,70 %p+6,97 %p−6,12 %p−1,55 %pBVKCDUSPDKUL |
| gesamt                            | gesamt                                      | 100,0   | 12         | 100,0   | 12         | Kommunalwahl 2024 %403020100 30,25 %23,85 %24,39 %21,51 % BVKCDUSPDKULGewinne und Verlusteim Vergleich zu 2019 %p 8 6 4 2 0 −2 −4 −6 −8+0,70 %p+6,97 %p−6,12 %p−1,55 %pBVKCDUSPDKUL |
| Wahlbeteiligung                   | Wahlbeteiligung                             | 71,03 % | 71,03 %    | 66,19 % | 66,19 %    | Kommunalwahl 2024 %403020100 30,25 %23,85 %24,39 %21,51 % BVKCDUSPDKULGewinne und Verlusteim Vergleich zu 2019 %p 8 6 4 2 0 −2 −4 −6 −8+0,70 %p+6,97 %p−6,12 %p−1,55 %pBVKCDUSPDKUL |

### Bürgermeister
Bürgermeister Kieselbronns ist seit 1. Oktober 2001 Heiko Faber (parteilos). Er wurde 2009, 2017 und 2025 wiedergewählt.

### Wappen
Das Gemeindewappen, „In Rot ein goldener Schwimmfuß“, erscheint schon im 18. Jahrhundert im Siegel der Gemeinde; die Wappenfarben wurden allerdings erst 1907 festgelegt. Herkunft und Bedeutung des Wappens sind bis heute noch nicht vollständig geklärt.

### Gemeindepartnerschaften
Partnergemeinden von Kieselbronn sind das französische Bernin nahe Grenoble (seit 1987) und
das thüringische Heyersdorf (seit 1990).

## Infrastruktur und Wirtschaft

### Verkehr
Kieselbronn verfügt über günstige Autobahnanschlüsse zur A 8 Karlsruhe – Stuttgart bei den Anschlussstellen Pforzheim-Nord (2 km) und Pforzheim-Ost (Eutingen 3 km), sowie zu den Bundesstraßen 10 (Karlsruhe – Stuttgart) und 294 (Pforzheim – Bretten).

#### Busverbindungen
Die Gemeinde hat 7 Bushaltestellen (Dürrner Straße, Rathaus, Pforzheimer Straße, Autohalle, Sonnenbühl / Schauinslandstraße, Eutinger Straße und Wartbergblick).

#### Bahnstationen
- Fernverkehr: Intercity Pforzheim Hbf und Mühlacker Hbf
- Nahverkehr: Pforzheim-Eutingen, Niefern und Mühlacker-Enzberg (Stadtbahn S5 Bietigheim-Bissingen – Pforzheim – Karlsruhe) sowie Ölbronn (Stadtbahn S9 Bretten – Mühlacker)

## Sehenswürdigkeiten und Kultur
- Wehrkirche mit Wehrmauern und Fresken aus dem 13. Jahrhundert
- Weithin sichtbarer Wasserturm aus dem Jahre 1930
- Reste einer römischen Siedlung (die Reste sind vergraben) im Gewann „Schlössle“
- Stockbrunnen von Prof. Fritz Theilmann
- Original wieder aufgebautes Fachwerkhaus aus dem 16. Jahrhundert in der Reitergasse 14
- Weitere denkmalgeschützte Fachwerkhäuser im alten Ortskern
- Streuobstmuseum im Gewann Weiherwiesen
- Obstsortenmuseum, Im Allmendweg

## Galerie Stephanuskirche

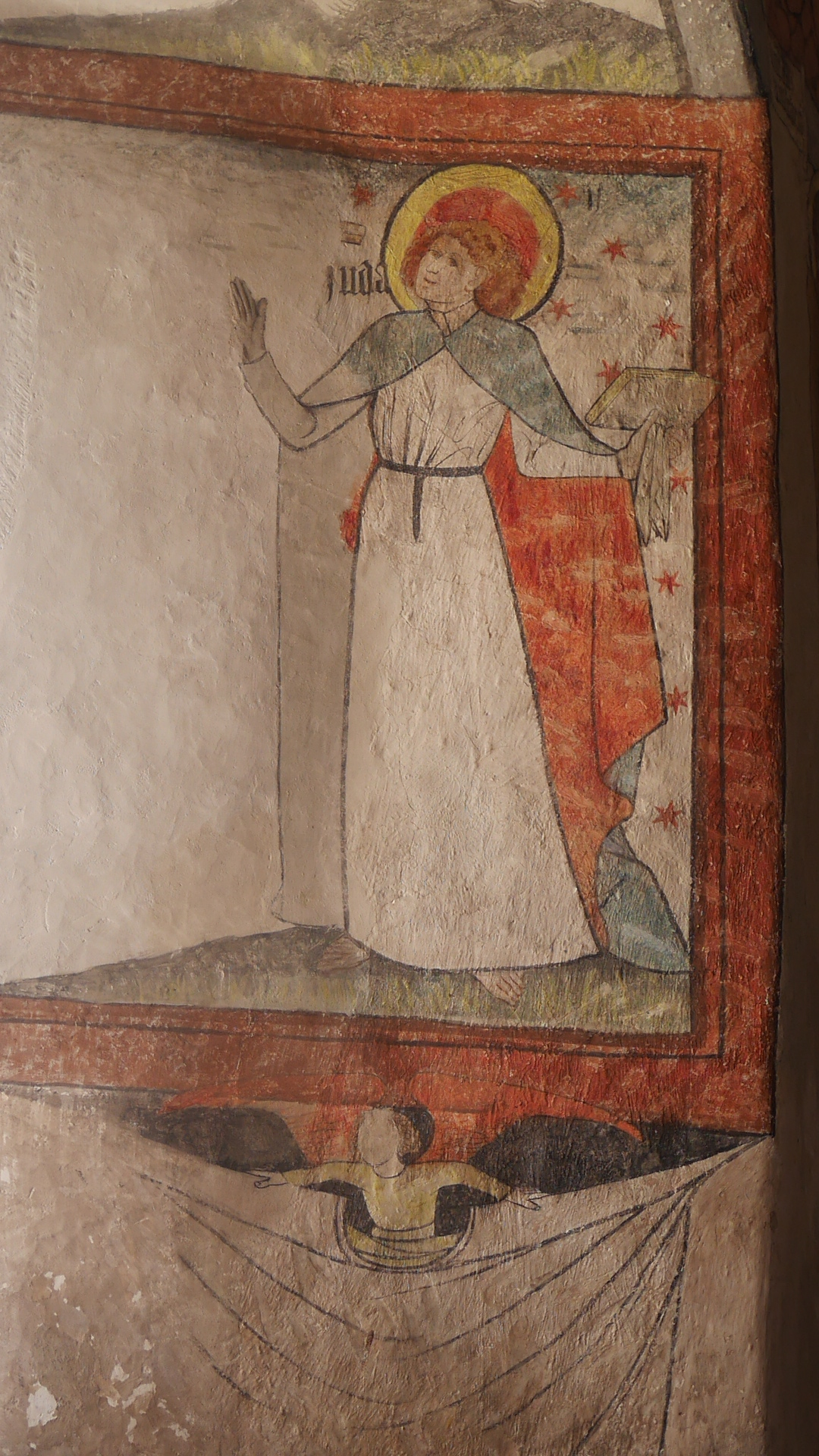
Chor Laibung Südwest
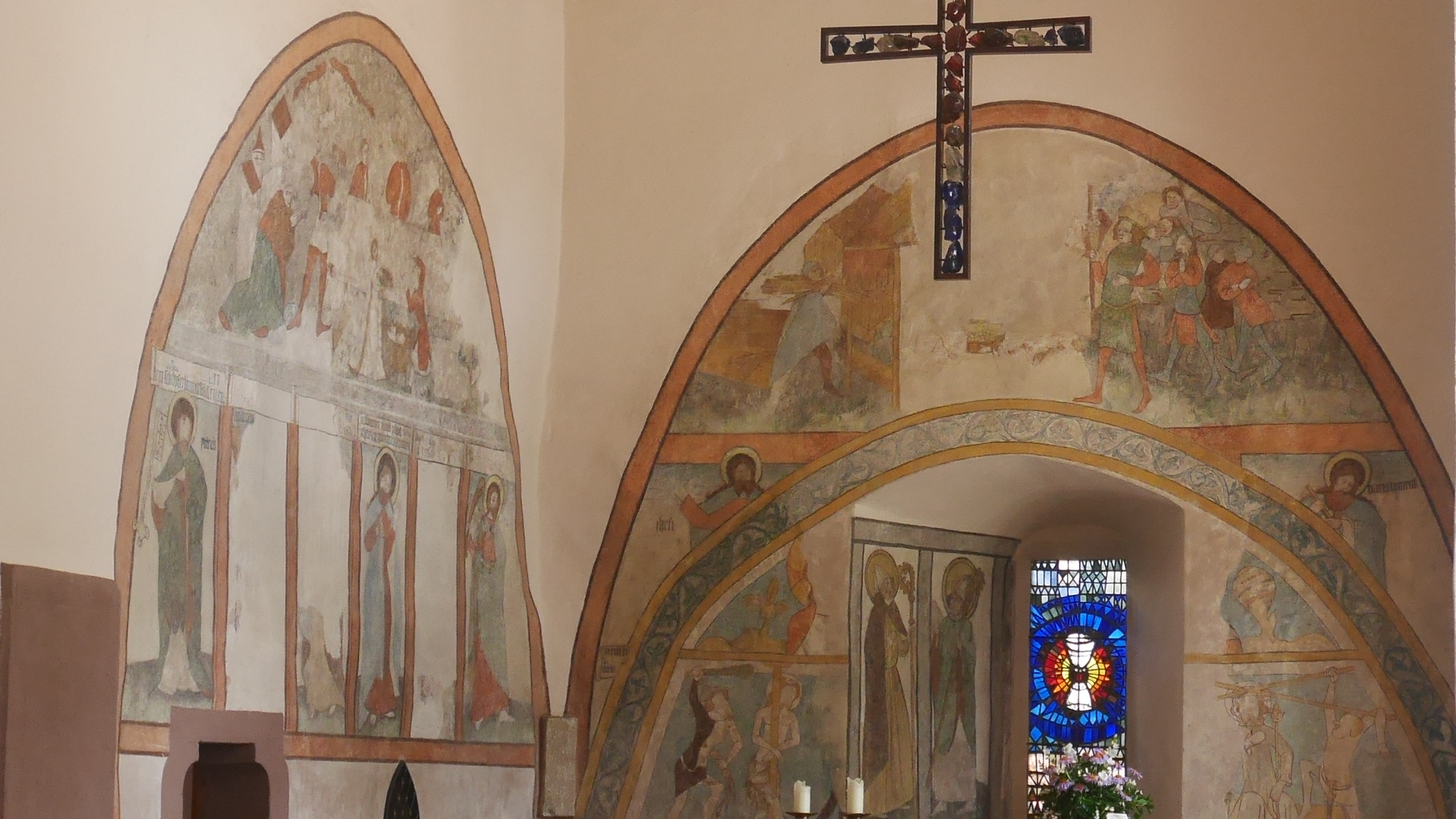
Chor Nord Ost
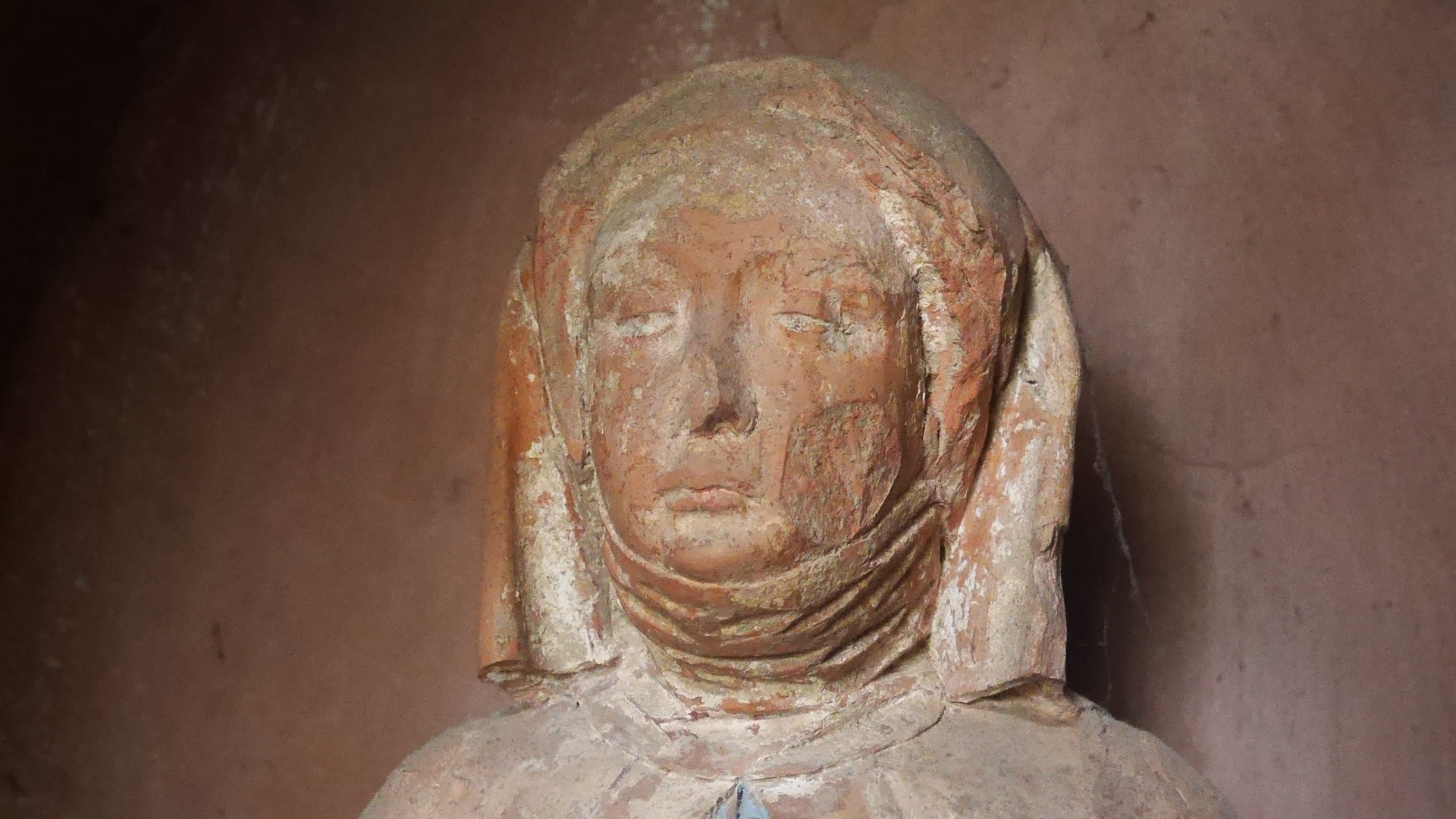
Chor Pieta

## Persönlichkeiten

### Ehrenbürger
- Bürgermeister a. D. Kurt Link

### Söhne und Töchter der Stadt
- Fritz Theilmann (1902–1991), Bildhauer und Keramiker